# Karim Ansarifard
Karim Ansarifard (per. کریم انصاری‌فرد, ur. 3 kwietnia 1990 w Ardabilu) – irański piłkarz występujący na pozycji napastnika w drużynie Omonia Nikozja.

## Kariera piłkarska
Karim Ansarifard jest wychowankiem klubu Saipa Karadż, w którym zadebiutował w 2007 roku w Pucharze Zatoki Perskiej. Następnie był piłkarzem klubów Persepolis, Teraktor Sazi i CA Osasuna. W 2015 przeszedł do greckiego klubu Panionios GSS.
W 2009 zadebiutował w reprezentacji Iranu. Dwa lata później został powołany do kadry narodowej na Puchar Azji. Jego drużyna zwyciężyła w grupie i odpadła w ćwierćfinale z Koreą Południową. Ansarifard w fazie grupowej strzelił bramkę dającą zwycięstwo 1:0 nad Koreą Północną.